# Посёлок Совхоза имени Воровского
Совхо́за и́мени Воро́вского — посёлок сельского типа в Мензелинском районе Татарстана. Расположен на правом берегу реки Мензеля напротив Мензелинска.
Основан в 1919 г. на месте загородной дачи Мензелинского Покровского женского монастыря как центральная усадьба совхоза «Никольский». В 1924 г. назван в честь революционера и литератора В. В. Воровского.
На 2000 г. — 668 жителей (по переписи 1989, татар — 68 %, русских — 29 %). Полеводство, молочное скотоводство, свиноводство. Средняя школа, дом культуры, библиотека. Церковь Преображения, построена в 1860 г. — памятник архитектуры второй половины XIX века.
Имеется 2 пруда, один из них пригоден для купания людей.
На въездах в посёлок со стороны трассы М-7 и р. Мензеля находятся развалины нескольких скотоводческих ферм (2011 г.).
По старому мосту расстояние от г. Мензелинска составляло 5 км, по новому 17 км.
Председатель Совета и Глава муниципального образования «имени Воровского сельское поселение» в 2006—2011 г.г.: Латыпова Альфия Мунавировна.
Секретарь исполнительного комитета им. Воровского сельского поселения (с 2006 г.): Багаутдинова Гульнара Ильгизовна.